# Bernhard Forssman
Bernhard Forssman (* 29. November 1934 in Riga) ist ein deutscher vergleichender Sprachwissenschaftler und Indogermanist. Er lehrte von 1983 bis 2000 als Professor für Vergleichende Indogermanische Sprachwissenschaft an der Universität Erlangen.

## Leben
Bernhard Forssman ist ein Sohn des deutsch-baltischen Philologen Julius Forssman; er sorgte später für die Neuherausgabe einiger von dessen Büchern. Forssman studierte an der Universität Erlangen, wurde 1966 mit der Dissertation Untersuchungen zur Sprache Pindars promoviert und war dort wissenschaftlicher Assistent und Lehrbeauftragter. Danach war er ab 1968 außerordentlicher und von 1972 bis 1979 ordentlicher Professor an der schweizerischen Universität Freiburg (im Üechtland), ab 1979 ordentlicher Professor an der Philipps-Universität Marburg. Als Lehrstuhlnachfolger seines akademischen Lehrers Karl Hoffmann kehrte er 1983 nach Erlangen zurück, wo er bis zu seinem Ruhestand 2000 als ordentlicher Professor für Vergleichende Indogermanische Sprachwissenschaft lehrte.
Forssman befasst sich mit historisch-vergleichender Sprachwissenschaft der indogermanischen Sprachen, insbesondere Griechisch, Latein, Altindoarisch, Altiranisch, Hethitisch und Keltisch. 1966 bis 2001 war er Mitherausgeber der Münchner Studien zur Sprachwissenschaft. 2006 erhielt er das Bundesverdienstkreuz am Band.
Er ist der Vater des Buchgestalters Friedrich Forssman.

## Rezension, Weiterwirken und Bedeutung
Bernhard Forssmans hervorragende und hochpräzise Einzelkenntnisse im Bereich des Griechischen, Indoiranischen und besonders des Keltischen sind weitgehend sehr speziell und sozusagen insulär, d. h. sie befassen sich so gut wie nicht mit den allgemeinen Fragestellungen, wie sie im Bereich seines Wissenschaftsgebietes (und besonders des dort zunehmend wichtigen Urindoanatolischen, also der gemeinsamen Vorstufe von Uranatolisch und Urindogermanisch) auftreten. Im Zuge einer vor sich gehenden moderneren, weiterführenden Forschung wird Forssman daher, wenn es um generelle Problematiken in der Entwicklung dieser Sprachfamilie geht, bedauerlicherweise, wenn überhaupt, nur sehr spärlich und marginal zitiert.  

## Schriften
- Untersuchungen zur Sprache Pindars. Harrassowitz, 1966.
- mit Karl Hoffmann: Avestische Laut- und Flexionslehre. 1996, 2. Auflage 2004.
- Die homerischen Verbalformen. 2019.
- Die homerischen Nominalformen. 2020.
- Von Friedrich Rückert bis Karl Hoffmann: 150 Jahre Indogermanistik in Erlangen. 2020.

Von ihm stammen Beiträge zum Thesaurus Linguae Latinae. Er ist Herausgeber in der Sparte Sprachwissenschaft im Neuen Pauly (und speziell Herausgeber der Beiträge zu Indoarisch, Iranisch sowie Indogermanistik).